# 2011 na música
Esta é uma relação de eventos notórios que decorreram no ano de 2011 na música.

Born This Way, terceiro álbum de estúdio da artista americana Lady Gaga, considerado um dos maiores álbuns de todos os tempos pela Rolling Stone. O disco traz letras acerca de liberdade, expressão e que foram e continuam sendo extremamente representativas para a comunidade LGBTQIA+.

## Acontecimentos

### Janeiro
- Alba Marbà lança seu primeiro álbum Camino.
- 7 de Janeiro - Selvagens à Procura de Lei lança seu primeiro álbum de estúdio Aprendendo a Mentir, que contém o single "Macumbo Cafundó".

### Fevereiro
- 11 de fevereiro - É lançado "Born This Way", lead single do álbum homônimo da artista estadunidense Lady Gaga. A canção estreou e permaneceu por 6 semanas no topo da parada musical estadunidense, sendo o 1000º single a atingir essa posição, além de vender mais de 1 milhão de cópias em cinco dias, se tornando o single mais rápido a ser vendido na história do iTunes.[4]

### Maio
- 20 de Maio - Matanza lança o quinto álbum de estúdio Odiosa Natureza Humana
- 23 de Maio - Lady Gaga lança seu segundo álbum de estúdio, Born This Way,[5] que estreou em 1.° na Billboard Hot 200, vendendo mais de 1.1 milhão de cópias na primeira semana de vendas nos Estados Unidos e 2.024.500 cópias mundiais na sua primeira semana mundial.[6]
- 26 de Maio - Raimundos lança o Roda Viva

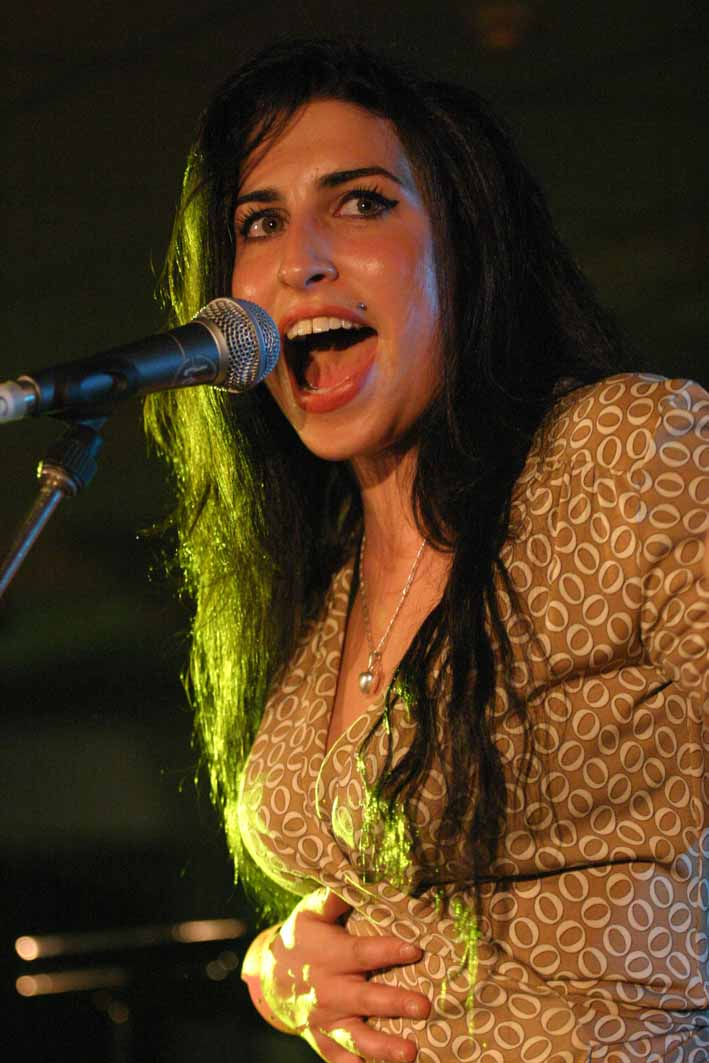
Amy Winehouse, considerada uma das maiores mulheres na história da música, falece em julho.

### Julho
- 23 de Julho - Às 15h54, morre Amy Winehouse no seu apartamento em Londres.[8]

### Agosto
- 17 de Agosto - Kyary Pamyu Pamyu lança seu primeiro álbum musical, o Moshi Moshi Harajuku.
- 26 de Agosto - Começa na Inglaterra, nas cidades de Reading e Leeds o Reading and Leeds Festivals, maior festival de música da europa,  My Chemical Romance, Pulp, The Strokes e Muse foram as bandas Headlines do ano, aproximadamente 87 mil pessoas em Reading e 76 mil em Leeds acompanharam cada dia do festival.
- 27 de Agosto - Katy Perry com o quinto single do álbum Teenage Dream, "Last Friday Night (T.G.I.F.)", igualasse a Michael Jackson em ter cinco músicas de um mesmo álbum no primeiro lugar da parada americana Billboard Hot 100. Ela é a primeira mulher da história a conseguir este feito histórico.[9][10]

### Setembro
- O Rock in Rio 2011 ocorre novamente na cidade do Rio de Janeiro de 23 de setembro a 2 de outubro, com apresentações de Rihanna, Katy Perry e outros grandes nomes da música.[11]

### Outubro
- 19 de outubro - Westlife anuncia separação para 2012 depois de 14 anos de carreira.[12]

### Novembro
- 1 de novembro - Justin Bieber lança o álbum natalino Under The Mistletoe, com canções inéditas (entre elas, Mistletoe) e regravações de clássicos de Natal.
- 17 de novembro - Supercombo lança o seu segundo álbum de estúdio Sal Grosso, que contém músicas como "Se Eu Quiser", "Não Dá Certo", "Mulher da Vida" e "Vê Se Não Morre".

### Dezembro
- 11 de dezembro - A girlband britânica Little Mix é anunciada como vencedora da 8ª temporada do The X Factor UK, sendo o primeiro grupo a conseguir o feito em todas as edições do programa no mundo.

## Obras e shows

### Álbuns
| Data            | Álbum                              | Artista                    | Gênero                                     | Observação | Ref                  |
| --------------- | ---------------------------------- | -------------------------- | ------------------------------------------ | ---------- | -------------------- |
| 7 de janeiro    | Aprendendo a Mentir                | Selvagens à Procura de Lei | Rock                                       | Estreia    |                      |
| 7 de janeiro    | Descent Into Chaos                 | Legion of the Damned       | Thrash metal, Death metal                  |            |                      |
| 12 de janeiro   | Elysium                            | Stratovarius               | Power metal                                |            | [ 13 ]               |
| 18 de janeiro   | Hard Times and Nursery Rhymes      | Social Distortion          | Punk rock, Country rock                    |            |                      |
| 18 de janeiro   | The Hymn Of A Broken Man''         | Times of Grace             | Heavy metal, Metalcore                     |            |                      |
| 18 de janeiro   | The Kickback                       | Cali Swag District         | Hip hop, Rap                               |            |                      |
| 19 de janeiro   | 21                                 | Adele                      | Soul                                       |            | [ 14 ]               |
| 21 de janeiro   | The Enigma of Life                 | Sirenia                    | Gothic metal                               |            |                      |
| 21 de janeiro   | What If...                         | Mr. Big                    | Rock                                       |            | [ 15 ]               |
| 26 de janeiro   | Blind Ride                         | Hibria                     | Speed metal                                |            |                      |
| 28 de janeiro   | Veroz                              | Maglore                    | Rock                                       | Estreia    |                      |
| 31 de janeiro   | Música + Alma + Sexo               | Ricky Martin               | Pop, R&B                                   |            |                      |
| 1 de fevereiro  | The Covering                       | Stryper                    | Christian metal, Glam metal                |            |                      |
| 1 de fevereiro  | Ukon Wacka                         | Korpiklaani                | Folk metal                                 |            |                      |
| 11 de fevereiro | Charm School                       | Roxette                    | Pop                                        |            |                      |
| 23 de fevereiro | Black Friday                       | Lil' Kim                   | Rap                                        |            |                      |
| 2 de março      | Relentless Reckless Forever        | Children of Bodom          | Melodic death metal                        |            |                      |
| 9 de março      | Forevermore                        | Whitesnake                 | Hard rock, Heavy metal                     |            |                      |
| 15 de março     | Global Evisceration                | Cannibal Corpse            | Death metal                                |            |                      |
| 18 de março     | Killer Love                        | Nicole Scherzinger         | Pop, R&B                                   |            |                      |
| 21 de março     | Live on I-5                        | Soundgarden                | Grunge                                     |            |                      |
| 22 de março     | Angles                             | The Strokes                | Indie rock                                 |            |                      |
| 26 de março     | Paula Fernandes: Ao Vivo           | Paula Fernandes            | Sertanejo                                  |            |                      |
| 29 de março     | Femme Fatale                       | Britney Spears             | Pop                                        |            |                      |
| 29 de março     | Surtur Rising                      | Amon Amarth                | Melodic death metal                        |            |                      |
| 29 de março     | Blunt Force Trauma                 | Cavalera Conspiracy        | Groove metal, Thrash metal                 |            |                      |
| 10 de abril     | Luan Santana Ao Vivo no Rio        | Luan Santana               | Sertanejo                                  |            |                      |
| 12 de abril     | Wasting Light                      | Foo Fighters               | Alternative rock                           |            | [ 16 ]               |
| 16 de abril     | Medium Rare                        | Foo Fighters               | Alternative rock                           |            | [ 16 ]               |
| 27 de abril     | Sakura Gakuin 2010 Nendo ~message~ | Sakura Gakuin              | J-pop, shibuya-kei, kawaii metal, chiptune | Estreia    | [ 17 ]               |
| 29 de abril     | Quinze                             | Jota Quest                 | Pop rock                                   |            |                      |
| 3 de maio       | A Double Dose                      | Poison                     | Glam metal, Hard rock                      |            |                      |
| 13 de maio      | A Trupe Delirante No Circo Voador  | Pitty                      | Rock                                       |            |                      |
| 20 de maio      | Odiosa Natureza Humana             | Matanza                    | Hardcore punk, Heavy metal                 |            | [ 18 ] [ verificar ] |
| 23 de maio      | From Fear to Eternity              | Iron Maiden                | Heavy metal                                |            |                      |
| 23 de maio      | Born This Way                      | Lady GaGa                  | Pop                                        |            |                      |
| 25 de maio      | Meu Encanto                        | Banda Calypso              | Calipso                                    |            |                      |
| 26 de maio      | Roda Viva                          | Raimundos                  | Punk rock                                  |            |                      |
| 3 de junho      | Mirroball                          | Def Leppard                | Hard rock                                  |            |                      |
| 3 de junho      | Call to Arms                       | Saxon                      | Heavy metal                                |            |                      |
| 3 de junho      | Back Through Time                  | Alestorm                   | Folk metal, Power metal                    |            |                      |
| 3 de junho      | The Future Is Medieval             | Kaiser Chiefs              | Indie rock                                 |            |                      |
| 7 de junho      | Khaos Legions                      | Arch Enemy                 | Melodic death metal                        |            |                      |
| 17 de junho     | From Chaos To Eternity             | Rhapsody of Fire           | Symphonic metal, Power metal               |            |                      |
| 17 de junho     | Iconoclast                         | Symphony X                 | Progressive metal                          |            |                      |
| 21 de junho     | Dead Skin Mask                     | Slayer                     | Thrash metal, Speed metal                  |            |                      |
| 24 de junho     | Kairos                             | Sepultura                  | Groove metal, Thrash metal                 |            |                      |
| 27 de junho     | Gold Cobra                         | Limp Bizkit                | Nu Metal                                   |            |                      |
| 28 de junho     | Deticacted to Chaos                | Queensrÿche                | Progressive metal                          |            |                      |
| 28 de junho     | When the Sun Goes Down             | Selena Gomez & The Scene   | Pop                                        |            |                      |
| 25 de julho     | The Drug in Me Is You              | Falling in Reverse         | Post-hardcor, metalcore, Pop punk          |            |                      |
| 28 de julho     | 4                                  | Beyoncé Knowles            | Pop, R&B                                   |            |                      |
| 12 de agosto    | Welcome To The Morbid Reich        | Vader                      | Death Metal                                |            | [ 19 ]               |
| 26 de agosto    | I'm With You                       | Red Hot Chili Peppers      | Alternative Rock                           |            | [ 20 ]               |
| 6 de setembro   | A Sociedade do Espetáculo          | O Teatro Mágico            | Trupe                                      |            | [ 21 ]               |
| 13 de setembro  | A Dramatic Turn of Events          | Dream Theater              | Progressive metal                          |            | [ 22 ]               |
| 16 de setembro  | Motion                             | Almah                      | Power metal                                |            | [ 23 ]               |
| 19 de setembro  | Unbroken                           | Demi Lovato                | Pop, R&B                                   | [ 24 ]     |                      |
| 21 de setembro  | Neighborhoods                      | Blink-182                  | Rock Alternativo                           |            |                      |
| 11 de Outubro   | Evanescence                        | Evanescence                | Metal Alternativo                          |            |                      |
| 24 de Outubro   | Mylo Xyloto                        | Coldplay                   | Rock Alternativo                           |            |                      |
| 31 de outubro   | Lulu                               | Lou Reed & Metallica       | Rock, Heavy metal                          |            | [ 25 ]               |
| 1 de novembro   | Under the Mistletoe                | Justin Bieber              | Natalino, Pop, R&B                         |            |                      |
| 1 de novembro   | Thirteen                           | Megadeth                   | Thrash Metal                               |            |                      |
| 4 de novembro   | Comeblack                          | Scorpions                  | Hard Rock                                  |            | [ 26 ]               |
| 7 de novembro   | Agridoce                           | Pitty                      | Acústico                                   |            |                      |
| 11 de novembro  | Inedito                            | Laura Pausini              | Pop rock                                   |            |                      |
| 17 de novembro  | Sal Grosso                         | Supercombo                 | Rock                                       |            |                      |
| 21 de novembro  | Talk That Talk                     | Rihanna                    | Dance, R&B, Pop                            |            |                      |
| 25 de novembro  | Manuscrito Ao Vivo                 | Sandy                      | Pop rock, soul, pop                        |            |                      |
| 30 de novembro  | KLB 3D                             | KLB                        | Pop/Rock, Pop                              |            |                      |
| 2 de dezembro   | A Profecia                         | Bonde da Stronda           | Hip hop, Pop                               |            |                      |

### Singles
| Data            | Single                          | Artista                  | Observação | Ref    |
| --------------- | ------------------------------- | ------------------------ | ---------- | ------ |
| 1 de janeiro    | "What the Hell"                 | Avril Lavigne            |            |        |
| 11 de janeiro   | "Hold It Against Me"            | Britney Spears           |            |        |
| 11 de janeiro   | "Último Beijo"                  | Nenhum de Nós            |            |        |
| 24 de janeiro   | "Someone Like You"              | Adele                    |            |        |
| 8 de fevereiro  | "Blow"                          | Ke$ha                    |            |        |
| 9 de fevereiro  | "Under Cover of Darkness"       | The Strokes              |            |        |
| 11 de fevereiro | "Born this Way"                 | Lady GaGa                |            |        |
| 16 de fevereiro | "E.T."                          | Katy Perry               |            |        |
| 1 de março      | "You're So Right"               | The Strokes              |            |        |
| 4 de março      | "Till the World Ends"           | Britney Spears           |            |        |
| 15 de março     | "Não Posso Negar Que Te Amo"    | Banda Calypso            |            |        |
| 21 de março     | "Burning in the Skies"          | Linkin Park              |            |        |
| 30 de março     | "Comum de Dois"                 | Pitty                    |            |        |
| 5 de abril      | "So Far Away"                   | Avenged Sevenfold        |            |        |
| 5 de abril      | "Entre Tapas & Beijos"          | Banda Calypso            |            |        |
| 21 de abril     | "Run the World (Girls)"         | Beyoncé                  |            |        |
| 20 de maio      | "Kairos"                        | Sepultura                |            | [ 27 ] |
| 20 de maio      | "Smile"                         | Avril Lavigne            |            |        |
| 3 de junho      | "Every Teardrop Is a Waterfall" | Coldplay                 |            |        |
| 5 de junho      | Dividida                        | Anahí                    |            |        |
| 6 de junho      | "Meu Encanto"                   | Banda Calypso            |            |        |
| 12 de Junho     | "Last Friday Night (T.G.I.F.)"  | Katy Perry               |            |        |
| 13 de junho     | "I Wanna Go"                    | Britney Spears           |            |        |
| 17 de junho     | "Love You Like A Love Song"     | Selena Gomez & the Scene |            |        |
| 28 de junho     | "Até o Fim"                     | Strike                   |            |        |
| 4 de julho      | "Set Fire to the Rain"          | Adele                    |            | [ 28 ] |
| 12 de julho     | "Skyscraper"                    | Demi Lovato              |            |        |
| 13 de agosto    | "Doa Em Quem Doer"              | Banda Calypso            |            |        |
| 12 de setembro  | "Paradise"                      | Coldplay                 |            |        |
| 13 de setembro  | "Public Enemy No.1"             | Megadeth                 |            |        |
| 13 de setembro  | "What You Want"                 | Evanescence              |            |        |
| 13 de setembro  | "Never Dead"                    | Megadeth                 |            |        |
| 22 de setembro  | "We Found Love"                 | Rihanna                  |            |        |
| 17 de outubro   | "Mistletoe"                     | Justin Bieber            |            |        |
| 24 de outubro   | "Dançando"                      | Agridoce                 |            |        |
| 24 de outubro   | "Doki Doki Morning"             | Babymetal                |            | [ 29 ] |
| 11 de novembro  | "The One That Got Away"         | Katy Perry               |            |        |
| 13 de novembro  | "You da One"                    | Rihanna                  |            |        |
| 3 de outubro    | "Vai"                           | KLB                      |            |        |

### Videoclipes
| Data            | Música                | Artista                  | Observação | Ref                         |
| --------------- | --------------------- | ------------------------ | ---------- | --------------------------- |
| 17 de fevereiro | Hold It Against Me    | Britney Spears           |            | [ 30 ]                      |
| 22 de fevereiro | Burning in the Skies  | Linkin Park              |            | [ 31 ]                      |
| 25 de fevereiro | Blow                  | Ke$ha                    |            |                             |
| 28 de fevereiro | Born This Way         | Lady Gaga                |            | [ 32 ] [ fonte confiável? ] |
| 14 de março     | Remédios Demais       | Matanza                  |            |                             |
| 6 de abril      | Till The World Ends   | Britney Spears           |            |                             |
| 3 de maio       | Como Se Sente         | Capital Inicial          |            | [ 33 ]                      |
| 11 de maio      | So Far Away           | Avenged Sevenfold        |            |                             |
| 18 de maio      | Run the World (Girls) | Beyoncé                  |            |                             |
| 2 de junho      | Walk                  | Foo Fighters             |            |                             |
| 22 de junho     | I Wanna Go            | Britney Spears           |            |                             |
| 22 de agosto    | Dividida              | Anahí                    |            |                             |
| 18 de outubro   | Criminal              | Britney Spears           |            |                             |
| 17 de novembro  | Hit the Lights        | Selena Gomez & the Scene |            |                             |
| 21 de novembro  | Marry the Night       | Lady Gaga                |            |                             |

### Shows
- Amy Winehouse - Deu os seus primeiros shows no brasil (antes de sua morte) nas datas ;Rio de Janeiro 11/01 , São Paulo 15/1 , Florianópolis 8/1
- Anahí - Veio para o Brasil em março para iniciar a terceira fase da Mi Delirio World Tour, intitulada Go Any Go, apresentando-se no dias 26 e 27 em São Paulo e Rio de Janeiro, respectivamente.
- Femme Fatale Tour - Turnê Mundial de Britney Spears para divulgar seu novo álbum Femme Fatale, começando dia 16 de junho.
- Miley Cyrus vem para o Brasil pela primeira vez em Maio, apresentando-se nos dias 13 e 14 no Rio de Janeiro e em São Paulo respectivamente, com sua turnê Gypsy Heart Tour.
- Avenged Sevenfold vem para o Brasil com a turnê Welcome to the Family Tour, apresentando-se em Abril, nos dias: 2 (Rio de Janeiro), 3 (São Paulo), 6 (Curitiba) e 7 (Porto Alegre)
- Slayer vem para o Brasil, nos dias: 8 de Junho (Curitiba) e 9 de Junho (São Paulo)
- Alice Cooper vem para o Brasil com a turnê No More Mr. Nice Guy, nos dias: 31 de Maio (Porto Alegre), 2 de Junho (São Paulo) e 3 de Junho (Rio de Janeiro).
- Trazendo a Arca gravou seu primeiro DVD Internacional, em Orlando, nos EUA para um público de mais de 3 mil pessoas. O título do DVD é Live in Orlando.[34]
- Banda Calypso irá gravar seu primeiro DVD Internacional, na Angola, no dia 16 de setembro.
- Nick Jonas vem para o Brasil divulgar seu álbum solo nos dias: 21 de setembro (São Paulo), 22 de setembro (Rio de Janeiro), 23 de setembro (Belo Horizonte), 25 de setembro (Curitiba) e 27 de setembro (Porto Alegre)
- Iron Maiden vem para o Brasil em sua turnê The Final Frontier World Tour nos dias 26, 27 e 30 de março e 1, 3 e 5 de abril. Ele passa nas cidades de São Paulo, Rio de Janeiro, Brasília, Belém, Recife e Curitiba.[35]
- Rede Globo realizou no dia 10 de dezembro o Festival Promessas, que reuniu cerca de 20 mil pessoas no Rio de Janeiro para apresentações de nove atrações da música gospel durante oito horas com: Davi Sacer, Fernandinho, Damares, Diante do Trono, Regis Danese, Eyshila, Pregador Luo e Ludmila Ferber. O evento irá ao ar na televisão no dia 18, às 13 horas.[36]
- Roger Waters, David Gilmour e Nick Mason, ex-integrantes da banda Pink Floyd se reuniram após 6 anos, no show da turnê The Wall Live de Roger Waters em Londres.[37]

## Artistas e grupos

### Bandas reformadas ou formadas
- 5 Seconds Of Summer
- Black Sabbath[carece de fontes?]
- Culture Club[carece de fontes?]
- The Darkness[carece de fontes?]
- Death from Above 1979[38]
- O-Town[39]
- System of a Down[40][fonte confiável?]
- Little Mix[carece de fontes?]
- Rebeldes[carece de fontes?]

### Bandas em hiato
- Atreyu[carece de fontes?]
- Creed[41]
- Silverchair[42]
- Velvet Revolver[carece de fontes?]

### Bandas desformadas
- Haste the Day[carece de fontes?]
- Kagrra,[carece de fontes?]
- LCD Soundsystem[carece de fontes?]
- pureNRG[carece de fontes?]
- R.E.M.[43]
- RichGirl[carece de fontes?]
- Rx Bandits[carece de fontes?]
- Sonic Youth[44]
- The Stills[45]
- t.A.T.u.[46]
- The White Stripes[47]

## Prêmios, vendas e paradas

### Prêmios

#### Grammy 2011
- Álbum do ano: The Suburbs - Arcade Fire
- Música do ano: Need You Now - Lady Antebellum
- Gravação do ano: Need You Now - Lady Antebellum
- Artista revelação: Esperanza Spalding
- Melhor performance vocal feminina pop: Lady GaGa - Bad Romance
- Melhor performance vocal masculina pop: Bruno Mars - Just the Way You Are
- Melhor álbum pop: The Fame Monster - Lady GaGa
- Melhor álbum rock: The Resistance - Muse
- Melhor álbum de r&b: Wake Up! - John Legend and The Roots
- Melhor álbum de rap: Recovery - Eminem
- Melhor álbum country: Need You Now - Lady Antebellum
- Melhor álbum de pop latino: Paraiso Express - Alejandro Sanz
- Melhor álbum de música cristã em língua portuguesa: Extraordinário Amor de Deus - Aline Barros[48]
- Melhor álbum de música cristã em língua espanhola: Lenguaje de amor - Alex Campos[48]
- Melhor álbum de jazz contemporâneo: The Stanley Clarke Band - The Stanley Clarke Band
- Melhor álbum de world music contemporânea: Throw Down Your Heart, Africa Sessions Part 2: Unreleased Tracks - Béla Fleck

#### Troféu Promessas 2011 (Música Gospel Brasileira)[49]
- Revelação: Thalles Roberto
- Melhor Clipe: Pavão Pavãozinho - Fernanda Brum
- Melhor CD: Diamante - Damares
- Melhor DVD/Blu-ray: Aleluia - Diante do Trono
- Melhor Grupo/Banda: Trazendo a Arca
- Melhor Ministério de Louvor: Diante do Trono
- Melhor Cantor: André Valadão
- Melhor Cantora: Aline Barros
- Melhor música: Sou Humano - Bruna Karla

### Vendas

#### Certificados ABPD 2011[50]
- Ouro - Anahí - Mi Delirio
- Ouro - Cristina Mel - Cristina Mel e os Vegetais
- Ouro - Oficina G3 - Depois da Guerra
- Ouro - Jorge e Mateus - Jorge e Mateus Sem Cortes ao Vivo
- Ouro - Grupo Revelação - Ao Vivo no Morro 2
- Ouro - Metallica - The Big 4 - Live from Sofia,Bulgaria
- Platina - Metallica - The Big 4 - Live from Sofia,Bulgaria
- Ouro - Paula Fernandes - Paula Fernandes: Ao Vivo
- Platina - Paula Fernandes - Paula Fernandes: Ao Vivo
- 2× Platina - Paula Fernandes - Paula Fernandes: Ao Vivo
- 3× Platina - U2 - U2 360º At The Rose Bowl
- Diamante - U2 - U2 360º At The Rose Bowl
- Diamante - Ivete Sangalo - Multishow ao vivo Ivete Sangalo no Madison Square Garden
- Platina - Amado Batista - Amado Batista Acústico
- Ouro - Agnaldo Rayol - Agnaldo Rayol - 50 Anos Depois
- Ouro - Roberta Sá - Pra se Ter Alegria
- Ouro - Miley Cyrus - Can't Be Tamed
- 3× Platina - Paula Fernandes - Paula Fernandes: Ao Vivo
- Ouro - Eduardo Costa - De Pele, Alma e Coração
- Ouro - Caetano e Maria Gadú - Multishow ao Vivo Caetano e Maria Gadú
- Diamante - Paula Fernandes - Paula Fernandes: Ao Vivo
- Platina - Leonardo - Esse Alguém Sou Eu Ao Vivo
- Ouro - Sorriso Maroto - Sorriso Maroto ao Vivo em Recife
- Ouro - Jack Johnson - Jack Johnson en Concert
- Platina - Capital Inicial - Multishow Ao Vivo: Capital Inicial em Brasília
- Platina - Eyshila - Nada Pode Calar Um Adorador
- Platina - Eyshila - Eyshila Collection Ao Vivo
- Ouro - Aline Barros - Extraordinário Amor de Deus
- Ouro - PG - Som Gospel
- Ouro - Wilian Nascimento - Agir de Deus
- Ouro - Kleber Lucas - Meu Alvo
- Ouro - Jorge e Mateus - Aí Já Era
- Ouro - NX Zero - Sete Chaves
- Ouro - Renascer Praise - Andando Sobre as Águas
- Ouro - Cassiane - Viva
- Platina - Cassiane - Viva
- Ouro - Damares - Diamante
- Platina - Damares - Diamante
- Platina - Aline Barros - Extraordinário Amor de Deus
- 2× Platina - Damares - Diamante
- Ouro - Caetano e Maria Gadú - Multishow Ao Vivo Caetano e Maria Gadú
- Ouro - Paula Fernandes - Paula Fernandes: Ao Vivo
- Platina - Paula Fernandes - Paula Fernandes: Ao Vivo
- 2× Platina - Paula Fernandes - Paula Fernandes: Ao Vivo
- 3× Platina - Paula Fernandes - Paula Fernandes: Ao Vivo
- Ouro - Lady GaGa - Born This Way
- Platina - Lady GaGa - Born This Way
- 2× Platina - Lady GaGa - Born This Way
- Ouro - Leonardo - Alucinação
- Ouro - Rihanna - Loud
- Platina - Capital Inicial - Multishow Ao Vivo: Capital Inicial em Brasília
- Ouro - Vários Artistas - Amo Você vol.13
- 2× Platina - Bruna Karla - Advogado Fiel
- Ouro - Vários Artistas - Amo Você vol.15
- Diamante - Paula Fernandes - Paula Fernandes: Ao Vivo
- Ouro - Selena Gomez e The Scene - A Year Without Rain
- Platina - Caetano e Maria Gadú - Multishow Ao Vivo Caetano e Maria Gadú
- Ouro - Britney Spears - Femme Fatale
- Ouro - Demi Lovato - Don't Forget
- Diamante - Aline Barros - Extraordinário Amor de Deus
- Ouro - Dulce María -  Extranjera

### Paradas

#### Canções #1 naBrasil Hot 100 Airplay
| Mês       | Canção              | Artista(s)                       | Referência(s)               |
| --------- | ------------------- | -------------------------------- | --------------------------- |
| Janeiro   | "Adrenalina"        | Luan Santana                     | [ 51 ] [ fonte confiável? ] |
| Fevereiro | "Química do Amor"   | Luan Santana part. Ivete Sangalo | [ 52 ] [ fonte confiável? ] |
| Março     | "Química do Amor"   | Luan Santana part. Ivete Sangalo | [ 53 ] [ fonte confiável? ] |
| Abril     | "Química do Amor"   | Luan Santana part. Ivete Sangalo | [ 54 ] [ fonte confiável? ] |
| Maio      | "Um Beijo"          | Luan Santana                     | [ 55 ] [ fonte confiável? ] |
| Junho     | "Amar Não é Pecado" | Luan Santana                     |                             |

#### Canções #1 naBillboard Hot 100
| Data            | Canção                         | Artista(s)                          | Referência(s) |
| --------------- | ------------------------------ | ----------------------------------- | ------------- |
| 1 de Janeiro    | "Firework"                     | Katy Perry                          | [ 56 ]        |
| 8 de Janeiro    | "Grenade"                      | Bruno Mars                          | [ 57 ]        |
| 15 de Janeiro   | "Firework"                     | Katy Perry                          | [ 58 ]        |
| 22 de Janeiro   | "Grenade"                      | Bruno Mars                          | [ 59 ]        |
| 29 de Janeiro   | "Hold It Against Me"           | Britney Spears                      | [ 60 ]        |
| 5 de Fevereiro  | "Grenade"                      | Bruno Mars                          | [ 61 ]        |
| 12 de Fevereiro | "Grenade"                      | Bruno Mars                          | [ 62 ]        |
| 19 de Fevereiro | "Black and Yellow"             | Wiz Khalifa                         | [ 63 ]        |
| 26 de Fevereiro | "Born This Way"                | Lady Gaga                           | [ 64 ]        |
| 5 de Março      | "Born This Way"                | Lady Gaga                           | [ 65 ]        |
| 12 de Março     | "Born This Way"                | Lady Gaga                           | [ 66 ]        |
| 19 de Março     | "Born This Way"                | Lady Gaga                           | [ 67 ]        |
| 26 de Março     | "Born This Way"                | Lady Gaga                           | [ 68 ]        |
| 2 de Abril      | "Born This Way"                | Lady Gaga                           | [ 69 ]        |
| 9 de Abril      | "E.T."                         | Katy Perry com Kanye West           | [ 70 ]        |
| 16 de Abril     | "E.T."                         | Katy Perry com Kanye West           | [ 71 ]        |
| 23 de Abril     | "E.T."                         | Katy Perry com Kanye West           | [ 72 ]        |
| 30 de Abril     | "S&M"                          | Rihanna com Britney Spears          | [ 73 ]        |
| 7 de Maio       | "E.T."                         | Katy Perry com Kanye West           | [ 74 ]        |
| 14 de Maio      | "E.T."                         | Katy Perry com Kanye West           | [ 75 ]        |
| 21 de Maio      | "Rolling in the Deep"          | Adele                               | [ 76 ]        |
| 28 de Maio      | "Rolling in the Deep"          | Adele                               | [ 77 ]        |
| 4 de Junho      | "Rolling in the Deep"          | Adele                               | [ 78 ]        |
| 11 de Junho     | "Rolling in the Deep"          | Adele                               | [ 79 ]        |
| 18 de Junho     | "Rolling in the Deep"          | Adele                               | [ 80 ]        |
| 25 de Junho     | "Rolling in the Deep"          | Adele                               | [ 81 ]        |
| 2 de Julho      | "Rolling in the Deep"          | Adele                               | [ 82 ]        |
| 9 de Julho      | "Give Me Everything"           | Pitbull com Ne-Yo, Afrojack e Nayer | [ 83 ]        |
| 16 de Julho     | "Party Rock Anthem"            | LMFAO com Lauren Bennett e GoonRock | [ 84 ]        |
| 23 de Julho     | "Party Rock Anthem"            | LMFAO com Lauren Bennett e GoonRock | [ 85 ]        |
| 30 de Julho     | "Party Rock Anthem"            | LMFAO com Lauren Bennett e GoonRock | [ 86 ]        |
| 6 de Agosto     | "Party Rock Anthem"            | LMFAO com Lauren Bennett e GoonRock | [ 87 ]        |
| 13 de Agosto    | "Party Rock Anthem"            | LMFAO com Lauren Bennett e GoonRock | [ 88 ]        |
| 20 de Agosto    | "Party Rock Anthem"            | LMFAO com Lauren Bennett e GoonRock | [ 89 ]        |
| 27 de Agosto    | "Last Friday Night (T.G.I.F.)" | Katy Perry                          | [ 90 ]        |
| 3 de Setembro   | "Last Friday Night (T.G.I.F.)" | Katy Perry                          | [ 91 ]        |
| 10 de Setembro  | "Moves Like Jagger"            | Maroon 5 com Christina Aguilera     | [ 92 ]        |
| 17 de Setembro  | "Someone Like You"             | Adele                               | [ 93 ]        |
| 24 de Setembro  | "Moves Like Jagger"            | Maroon 5 com Christina Aguilera     | [ 94 ]        |
| 1 de Outubro    | "Moves Like Jagger"            | Maroon 5 com Christina Aguilera     | [ 95 ]        |
| 8 de Outubro    | "Moves Like Jagger"            | Maroon 5 com Christina Aguilera     | [ 96 ]        |
| 15 de Outubro   | "Someone Like You"             | Adele                               | [ 97 ]        |
| 22 de Outubro   | "Someone Like You"             | Adele                               | [ 98 ]        |
| 29 de Outubro   | "Someone Like You"             | Adele                               | [ 99 ]        |
| 5 de Novembro   | "Someone Like You"             | Adele                               | [ 100 ]       |
| 12 de Novembro  | "We Found Love"                | Rihanna com Calvin Harris           | [ 101 ]       |
| 19 de Novembro  | "We Found Love"                | Rihanna com Calvin Harris           | [ 102 ]       |
| 26 de Novembro  | "We Found Love"                | Rihanna com Calvin Harris           | [ 103 ]       |
| 3 de Dezembro   | "We Found Love"                | Rihanna com Calvin Harris           | [ 104 ]       |
| 10 de Dezembro  | "We Found Love"                | Rihanna com Calvin Harris           | [ 105 ]       |
| 17 de Dezembro  | "We Found Love"                | Rihanna com Calvin Harris           | [ 106 ]       |
| 24 de Dezembro  | "We Found Love"                | Rihanna com Calvin Harris           | [ 107 ]       |
| 31 de Dezembro  | "We Found Love"                | Rihanna com Calvin Harris           | [ 108 ]       |

## Mortes
- 4 de janeiro - Mick Karn, 52, baixista, e Gerry Rafferty, 63, cantor e guitarrista
- 10 de janeiro - Margaret Whiting, 89, cantora.
- 14 de janeiro - Georgia Carroll, 91, cantora, atriz e modelo.
- 30 de janeiro - John Barry, 77,  compositor.
- 6 de fevereiro - Gary Moore, 58, guitarrista e cantor.
- 12 de fevereiro - Betty Garrett, 91, cantora.
- 22 de fevereiro - Jean Dinning, 86, cantor.
- 8 de março - Mike Starr, 44, baixista.
- 10 de março - Eddie Snyder, 92, compositor.
- 11 de março - Hugh Martin, 96, compositor.
- 15 de março - Nate Dogg, 41, cantor.
- 17 de março - Ferlin Husky, 85, cantor.
- 21 de março - Loleatta Holloway, 64, cantora.
- 9 de abril - Orrin Tucker, 100, líder de banda.
- 20 de abril - Gerard Smith, 36, baixista.
- 18 de junho - Clarence Clemons, 69, saxofonista.
- 23 de julho - Amy Winehouse, 27, cantora e compositora
- 27 de setembro - Redson Pozzi, 49, cantor, compositor, baixista e guitarrista